# Estatua de Samora Machel
La Estatua de Samora Machel (en portuguésː A Estátua de Samora Machel) es una escultura de bronce ubicada en el centro de la Praça da Independência en Maputo, Mozambique. La estatua de Samora Machel (1933-1986), militar, revolucionario, y el primer Presidente de Mozambique.
La estatua fue diseñada y construida en Pionyang, Corea del Norte por Mansudae Overseas Projects, de Mansudae Art Studio. Se encuentra a 9 metros (30 pies) y pesa 4.8 toneladas. La estatua se encuentra en una losa de mármol de 2,7 metros (8,9 pies) de altura en la Avenida Samora Machel, y se ilumina por la noche. La misma ha sido criticada por tener poca semejanza con Samora. La estatua de Samora Machel se encuentra frente al Ayuntamiento de Maputo en el lugar donde anteriormente se encontraba una estatua de Joaquim Augusto Mouzinho de Albuquerque, gobernador general de Mozambique portugués de 1896 a 1897.
La estatua fue inaugurada el 19 de octubre de 2011, el 25 aniversario de la muerte de Machel en un accidente aéreo en la convergencia de las fronteras de Mozambique, Suazilandia y Sudáfrica. Armando Guebuza, el presidente de Mozambique, inauguró la ceremonia, a la que asistieron numerosos dignatarios extranjeros.